# Léo Rivest
Léo Rivest (né le 2 décembre 1913, mort le 24 mai 1990) est un humoriste québécois. 

## Biographie
Léo Rivest fut une figure marquante du monde du burlesque et des cabarets québécois. Il tourna donc à travers la province dans les tournées du monde burlesque avec Paul Desmarteaux, Paul Thériault, Jean Grimaldi, etc. Il avait notamment travaillé avec Olivier Guimond fils avant de former un duo avec Claude Blanchard  au cours des années 1950 et 1960. Il incarnait le "straight man" (faire-valoir) par excellence dans les duos comiques du monde burlesque.
On se souvient aussi de lui pour son personnage de Dollard Tassé dans la série télévisée Symphorien. 
Il est décédé du diabète le 24 mai 1990 à l'âge de 76 ans.

## Cinéma et télévision
- 1965 - 1967 : Le Bonheur des autres (série télévisée)
- 1970 - 1977 : Symphorien (série télévisée) ... Dollard Tassé, millionnaire
- 1982 - 1985 : Les Moineau et les Pinson (série télévisée)
- 1987 : Le Frère André ... Homme dans la gare

## Albums
- 1963 : Fais pas ton smart (avec Claude Blanchard), enregistré au Café de l’Est le 10 janvier 1963 (Apex, ALF-1554)
- 1966 : Ça, c'est mourant (avec Claude Blanchard) (Jupiter, JDY-7019)
- 1971 : Un party ben l'fun (Claude Blanchard avec la participation de Léo Rivest) (Trans-Canada, TSF-1441)

## Sources
- Émission.ca
- Claude Blanchard
- France Dorval, Claude Blanchard. Une vie d'artiste, Éditions Trait d'union, 2003.